# ビームライフル (ガンダムシリーズ)
ビームライフル (Beam Rifle) は、アニメ『ガンダムシリーズ』に登場する、架空の兵器。モビルスーツ (MS) の標準的な武装の一つで、最も主力になるものである。
『機動戦士ガンダム』でガンダムの主武装として登場して以降、MSの武装の定番として定着する。同年代に制作されたロボットアニメにおける無敵の必殺武器とは異なり、劇中においてエネルギー切れを起こして窮地に陥るなど「運用」の概念を盛り込んだ描写は、『機動戦士ガンダム』という作品に特別なリアリティを与える要素のひとつにもなっていた。『機動戦士ガンダム』をはじめとする宇宙世紀以外の世界観を持つものも含め、ほとんどのガンダムシリーズに登場しており、ガンダムシリーズを代表する武器となっている。
『機動戦士ガンダム』に登場した最初のビームライフルは、安彦良和がデザインした。本人にはその認識がなく、安彦の漫画『機動戦士ガンダム THE ORIGIN』用に大河原邦男をデザインしたものを、TV版のものに戻したことを大河原に謝罪したところ、大河原に自分のデザインであることを指摘された。

## 各世界観におけるビームライフル

### 宇宙世紀におけるビームライフル
宇宙世紀におけるビームライフルとは、それまで戦闘用艦船に装備されていたメガ粒子砲を、エネルギーCAPを用いて威力を落とさず、MSがマニピュレーターで持てる携帯射撃兵装サイズに小型化したものである。
一年戦争時に地球連邦軍がジオン公国軍に先駆けて実用化に成功し、ガンキャノンおよびガンダムにエネルギーCAPを用いたビーム・ライフルが装備された。ビーム・ライフルは核兵器と同等の威力と言われたメガ粒子砲のMSモデルであり、その威力は実体弾系の兵装を使用していたジオン軍のザクを圧倒する。当時、MSを一撃で撃破しうる火力は艦船の主砲クラスのみであったが、携行タイプのメガ粒子砲が採用されたことはガンダムの伝説的強さの大きな要因となると同時に、その後のMS戦を大きく変容させることとなった。一年戦争後には、Iフィールドやビームシールドなどの防御技術が開発されたものの、宇宙世紀が0200年代に突入した後も、人型機動兵器の武装としては花形であり続けている。
ガンダムのビーム・ライフルの威力が確認されると、ジオン公国軍でもビーム・ライフルの開発に着手した。ジオンにおける初のビーム・ライフル採用機は、MS-06R-3S 高機動型ザクII（ゲルググ先行試作型）となっている。まもなく、そのデータをフィードバックした量産機ゲルググが完成し、戦場に投入されたものの劣勢に陥った戦局を推し戻すには至らなかった。
一年戦争時に使用されていたビーム・ライフルは、エネルギーCAPそのものを内蔵するタイプであったため、チャージされたメガ粒子を撃ち尽くした後は母艦や基地へ戻って再チャージする必要があった。RX-78-2 ガンダムのビーム・ライフルの場合、15回の射撃で弾切れの状態になり、引き続きビーム射撃をおこなうには、エネルギーチャージ済みのスペアライフルを母艦から受け取る必要があった。
一年戦争後には、エネルギーCAPを外付けもしくは取り外し可能にするEパック（エネルギーパック）を用いたビーム・ライフルが実用化される。Eパックは人間用の自動小銃における箱型弾倉に近い形態で供給されるため、複数を機体のハードポイントや盾の裏などに取り付けて出撃し、現地では撃ち尽くすたびに交換すれば、補給に戻ることなく再び射撃可能となる。実用化以後は、Eパックを用いたビーム・ライフルがほとんどのMSの標準装備となった。映像作品における交換シーンの描写は少なく、ゲーム作品においても、MSがマニピュレーターを用いて再装填する動作が表現されるものから、時間経過で再使用できるのみに簡素化されたものまで、表現には差がある。
ビーム砲の長所は、弾道の直進性や貫通力がとても優秀なことである。電波による誘導兵器が使用できないミノフスキー粒子散布下の戦場で、この特性は極めて貴重であった。短所は、大気や何らかの塵によって遮られてエネルギーと集束性が減衰しやすいことに加え、直進性の高さゆえに稜線などの障害物を越える曲射が行えない点である。曲射については、ビームを偏向可能なIフィールド技術を応用したリフレクタービットやリフレクターインコムなどの実用化により、反射装置の稼動範囲内限定で射線の屈折による障害物の回避や、死角からの射撃が可能になった。なお、発砲時の反動が生じないレーザーなどの光学兵器とは異なり、RX-78-2 ガンダムによる使用当時は反動が描かれていたこともある。
宇宙空間では実体弾兵器は永久に初速を失わずスペースデブリとなる危険があったことも、ビーム・ライフルの普及の一因である。ただし、スペースコロニー内では質量を持たない光弾が予期しない弾道でコロニーの壁を破壊する事態になりかねないため、遠心力による擬似的な重力に同期できる実体弾のライフルやマシンガンが好んで使われたとされる（例として120ミリ機関砲相当の「ザク・マシンガン」）。大気圏内では大気によるビームの減衰が多く、威力や射程が低下するほか、水中では事実上使用不能なほどに減衰することなどから、ビーム・ライフルの普及後でも実体弾兵器を使用可能にしてある機体は多い。例えば『機動戦士ガンダム』第28話では、水中で放たれたビームがグラブロを貫通せず、ビームの威力は半分も出ていないとアムロ・レイが言及するシーンがある。
なお、ガザCのナックルバスターやガンダムF91のヴェスバーのように、ジェネレーターに直結したビーム・ライフルも存在する。こうなると、メガ粒子砲とビーム・ライフルの差異は曖昧となるが、主に機体に直付けされているものがメガ粒子砲、機体から分離してマニピュレーターで保持されるものがビーム・ライフルとして区別される。したがって、ジオングの兵装はすべてメガ粒子砲である。逆に、地球連邦軍のMSにメガ粒子砲を装備した機種は存在しない。
一般的に「メガ粒子砲」と称される兵器の方がビーム・ライフルよりも威力は大きいものの、搭載機のジェネレーターを使用するため、ビーム・ライフルに比べて機体への負荷が大きいといった弊害がある。また、本体に直結することから取り回しが不便であり、射角の制限といった問題点も抱えていた。そのため、ジェネレーター直結式のメガ粒子砲を搭載するMSは一部の高出力型に限られ、それらの機体を含めてビーム・ライフルは携帯兵器としての利点から通常装備として普及していた。
小型のビーム・ライフルをビーム・ピストル、大型のビーム・ライフルをビーム・バズーカ、ビーム・ランチャー、メガ・ビーム・ランチャー、ハイパー・メガランチャー、メガ・バズーカ・ランチャーなどと呼ぶことがあるが、特に意味のある名称ではなく、語感の良さや既存の実体弾火器との外見の類似性によるものに過ぎない。これは、MSに搭載されているハイメガ粒子砲なども同じである。
下では、特筆すべき特長があるもののみを挙げる。

#### ビーム・スプレーガン
ジムなどに採用された、拳銃型の小型ビーム携帯火器。ガンキャノンやガンダムに採用されたビーム・ライフルは、破壊力を向上させるために収束率を高めていることから命中範囲が狭いうえ、当時の技術では安定した量産が困難であったために代替品として開発された。映像上での描写に明確な差は無いが、収束率を落とした事でビームは拡散するが、速射性が高く、近距離での装甲貫通力は充分とされる。しかし、ゲルググ以降のMSにはシールドや装甲に対ビーム処理を施した機体が多く配備され、ビーム・ライフルの生産能力が高まったことや、パイロットの錬度上昇や教育型コンピューターによるシステム面の向上に合わせ、次第に生産されなくなった。後継機のうちジム・コマンドやジム・カスタムはビーム・スプレーガンではなく実体弾を用いる90mmマシンガンを装備し、ジムII、ネモ、ジムIIIは通常のビーム・ライフルを装備している。量産機用の武装ゆえに突出した性能は望むべくもないが地道な改良は続けられており、軍の技術試験隊などでは、改良された試作品の出力試験などが繰り返されている。
ビーム・スプレーガンという名称については、形状が塗装用のスプレーガンに似ているから付けられたもので「ビームが拡散する」との性質は、名称に由来した誤解に過ぎないとする説もある。『機動戦士ガンダム』第36話でシン少尉搭乗のジムがビーム・スプレーガンをビグ・ザムに発砲するシーンではビームが直進しており、ビーム・スプレーガンの放つビームが実際に拡散していることを確認できる描写は、映像作品においては存在していないと考えられている。

ビーム・スプレーガンが散弾状に拡散するビームを撃ち出すものとして機能する描写は、一部のゲーム作品（『ガンダム戦記』・『ガンダムオンライン』）に留まっている。
本銃は発砲シーンそのものが少ないため、破壊力に関しては確たる描写がない。また、以後も宇宙世紀のMSで拳銃型の小型ビーム兵器を装備した例は少ない。

#### ビーム・ガン
一年戦争時には、ジム・ライトアーマーなどが携行するビーム・スプレーガン、あるいは小型ビーム・ライフルの一種の名称として使われていた。
ガンダム試作1号機やΖガンダム、キュベレイなどに採用されたものは、機体に直結・収納した状態ではビームガン、砲身部分を取り外してマニピュレーターで握るとビーム・サーベル発振機となる兼用兵器で、特にΖΖガンダムに搭載されたものは大口径・高出力であり、ビーム・キャノンと呼ばれる。
コア・ファイターや可変モビルスーツなど、腕部の存在しない形態に分離・変形するMSは、機体に懸架した状態のビーム・サーベルをビームガンとし、主な射撃武器にする場合が多い。クロスボーン・ガンダムに搭載されたのを最後に、時代から姿を消している。

#### ナックルバスター
ガザCやガザDなどに採用されたジェネレーター直結方式のビーム・ライフルである。性能の低いガザシリーズを補助する必要があったことと、当時のアクシズ艦艇はエネルギーCAPの充電施設を持たない旧ジオン公国系の艦艇が多かったため、ジェネレーター直結方式が採用された。なお、ガ・ゾウムはハイパー・ナックルバスターというビーム・ライフルを装備しているが、これはジェネレーター直結方式ではないため、出力も低下している。

#### ダブル・ビーム・ライフル
ΖΖガンダム専用の大出力（10.6MW×2）ビーム・ライフル。別名2連装メガ・ビーム・ライフル。デバイス内にミノフスキー・イヨネスコ型熱核反応炉、及び複数のジェネレーターを持ち、さらにMS本体からのエネルギー供給を受ける（構造的に腕部エンジンと直結する）ことで、MS用手持ち携行火器のサイズに収まりつつもメガバズーカランチャーに匹敵する威力を有したうえに、連射を可能とする非常に強力な兵装となっている。ライフルと銘打っているものの、その実態はジェネレーター直結式の連装メガ粒子砲と呼ぶべき兵装である。砲身は200射程度の使用が可能であるとされている。 
大火力の兵装だが、マニュアル操作で出力およびビームの収束率の調整が可能であり、運用に柔軟性を持たせている。ロング・バレルによって効率的なエネルギー収束が可能であり、一定レベルでの狙撃能力をも備えている。
携行火器としては破格の威力を備えており、射線周辺に並んでいたズサ4機を、直撃させることなくかすめたただけでまとめて撃破している。ビームの減衰が激しい大気中においてもその威力は健在であり、一射でドライセンを爆砕したほか、大型MSであるザクIIIの半身を吹き飛ばしている。
ΖΖガンダムの分離変形合体システムを構成する1ユニットとして、コア・トップおよびGフォートレス形態では機首となる。そのため本体後端にはコクピットを備えている。

#### ビームマグナム
ユニコーンガンダムに採用された専用ビーム・ライフル。名の由来は旧世紀のマグナム弾。
通常のビーム・ライフルよりもはるかに高い威力を持つ反面、撃てる回数が非常に限られるなど使い勝手の悪さも合わせ持つ。1つのマガジンとして5個のEパック・カートリッジ（マグナム弾）が連結され、ボルトアクションライフルのように1射毎に排莢・次弾装填を行う。本銃は1発につき当時の通常型ビーム・ライフル4発分の威力（またはメガバズーカランチャーの1射分に匹敵）を持っており、通常のビームならかすっただけの距離でも、粒子によって並みのMSなら撃墜されるほどの破壊力を生み出す。劇中では、ギラ・ズールが上記のとおりかすられただけで撃墜されている。ただし同作において、シナンジュの脚部をかすめた際には被弾部が溶融したのみにとどまっており、劇場アニメ『機動戦士ガンダムNT』では、超長距離から放たれたマグナム弾がコックピットすぐ横に肉薄しながらも、コア・ファイターが何ら被害なく潜り抜けているなどのシーンも存在する。
ユニコーンガンダム専用とされるが、アナハイム・エレクトロニクスの共通規格を使用しているため、「使用だけ」なら他のMSでも可能である。ただし通常のMSが撃つと腕部が破損してしまうという設定である。このためアニメ『機動戦士ガンダムUC』では、デルタプラスが1号機から奪って、本兵装を両手で保持しつつ発射するが、代償に右腕部がオーバーヒートを起こして故障する。また射撃直後、コックピットのモニターには右腕部の関節部分が「MALFUNCTION（故障）」と点滅して表示され、トリガーを引いた右腕部分はスパークを起こしている。また、劇場アニメ『機動戦士ガンダムNT』に登場するシルヴァ・バレト・サプレッサーは予備の腕部を背面に4本装備しており、一射毎に故障する腕部を次々と交換することで対処する仕様となっている。ただし、漫画『機動戦士ガンダム U.C.0096 ラスト・サン』では、ガンダムデルタカイがビーム・マグナムを発射したが故障は見られず、ブレイア・リュードが「ビーム・マグナムの稼働は問題ない」と確認し、2射目も問題なく射撃している。

#### ヴェスバー
サナリィの開発した革新的なビーム兵器。名称は「V.S.B.R.：Variable Speed Beam Rifle ＝ 可変速ビーム・ライフル」から。前述のナックルバスターの様に小型高出力熱核反応炉（ジェネレーター）から直接エネルギー供給を受けるため、従来のビーム・ライフルを凌駕する威力を有する。
最大の特徴は、発射するビームの収束率や、射出速度の調節が出来ることである。どちらとも連続帯域での微調整なども可能。対象物の耐久力や距離に応じて高速で貫通力の高いビームから、低速で威力を重視したビームまでを状況に応じて撃ち分けることができ（旧世紀の小銃と散弾銃両方の機能を持つ）、通常のビーム・ライフルでは貫通不可能だったビームシールドを貫通する。最大出力における威力は戦艦の主砲に匹敵し、宇宙世紀0130年代においてもMS用の武装としては最大級の威力を有している。
構造上ビーム・ライフルというよりメガ粒子砲に近いが、F91の場合はヴェスバー本体に大容量コンデンサーが内蔵されている。このため、本体から取り外した状態でも内蔵コンデンサーの容量分だけなら射撃が可能。数回の発射が可能。技術を盗用したアナハイム、およびサナリィから技術提供を受けたとされるクロスボーンバンガードでも類似品が作られたが、大容量コンデンサーの解明が出来ず、本体固定の装備になっている。

#### G-B.R.D
G-B.R.D（G-バード）とはGenerative - Beam Rifle Device（ジェネレイティブ・ビーム・ライフル・デバイス）の略であり、「ジェネレーター内蔵型ビーム・ライフル装置」と訳される。アナハイム・エレクトロニクスがシルエットフォーミュラプロジェクトの一環としてサナリィのヴェスバーに対抗して作り上げたビーム兵器。ネオガンダムが装備している。
ジェネレーターに直結させた高出力ビーム砲をMSが携行可能なまで徹底的に小型化した上で、移動能力も備えさせたコクピットのない移動砲艦とでも言うべき代物で、百式のメガバスーカランチャーやメガライダーといった大型ビーム兵器を搭載して自力航行できるMS支援兵器の系譜に連なるものといえる。また、コア・ファイターの火力と移動力を強化するためにドッキングさせることも可能である。破壊力は、戦艦を一撃で沈めることが出来るほど強力なものである。漫画版作中ではコロニー内部からの遠距離狙撃でコロニー窓部の透過光壁を貫通後さらにコロニーミラーをその幅の3分の1ほどの直径の穴を開け貫通しその陰にいたラー・カイラム級エイジャックスの艦橋を蒸発させ撃沈した。

### 未来世紀におけるビームライフル
『機動武闘伝Gガンダム』にも劇中でビーム・ライフルは登場しているが、詳しい原理は明らかではない。ノブッシやジョンブル（ブリテン）ガンダム、デスアーミータイプなどが装備していた。
第9・10・11回大会で長距離狙撃を主武器とするブリテンガンダムが3連覇したことからガンダムファイトにおいても射撃武器の普及化が進んでいた時期もあったが、第12回大会において格闘とクーロンクロスのみで戦う東方不敗のクーロンガンダムが優勝したことによって、覆されている。

### アフターコロニーにおけるビームライフル
『新機動戦記ガンダムW』においても、MS用ビーム・ライフルは登場している。基本的にその原理は宇宙世紀のメガ粒子砲とほぼ同様であり、実質的には荷電粒子砲である。ただし、「メガ粒子」の呼称が用いられる兵器が存在しない訳ではなく、ガンダムグリープのバスターメガ粒子砲やハイパーメガ粒子ランチャーという例がある。なお、ビームの構成粒子についての詳細な設定は不明であるが、宇宙世紀におけるミノフスキー粒子に相当する電波を阻害させる物質の存在については作中にて語られている。
作中では、リーオーやトーラスなどのMSおよびビルゴIIなど、一部のモビルドールが携行型ビーム兵器を運用している。設定上、最初に開発されたビーム兵器はトールギスのドーバーガン。一部のリーオーも最終決戦においてこれを運用していた。
今作では例外的にガンダムタイプMSはほとんどビーム・ライフルを装備していない（アニメ劇中デザイン6系統のうちの1つのみ）。ただしウイングガンダムのバスターライフル、及びウイングガンダムゼロのツインバスターライフルは他作品と比べて非常に強力な描写となっている。

### アフターウォーにおけるビームライフル
アフターウォーにおいては、アフターコロニー同様ビームの構成粒子についての詳細な設定は不明だが、電波を阻害させる物質の存在が作中で語られているほか、機体によってはメガ粒子砲の存在が示唆されている。
連邦軍、革命軍共に標準装備として通常型ビーム・ライフルが存在する。物語の舞台の前-中盤においてバルチャーなどの使用するジャンク復元など、正規の整備が為されていない非正規仕様量産機は実弾兵器を使用しているケースが多いが、ガンダム系MS全般や、後期の宇宙革命軍量産機のクラウダや新連邦軍のドートレス・ネオやバリエントなど、正規軍用機体はビーム・ライフル及び派生兵器を標準装備している。
また、ガンダムX、ガンダムエアマスター、ガンダムダブルエックスは通常より強力なバスターライフルを装備している。アフターウォーにおけるバスターライフルとは、前作Wのような固有の武装名ではなく「ガンダムタイプ専用の高出力型ビーム・ライフル」といった意味合いとなっている。通常型ビーム・ライフルより高出力・高威力であることに加え、シールドと一体式のもの、軽量で連射性能の高いもの、大型で通常の数倍の威力を持つものなど、各機体に合わせたカスタマイズが施されており、名称は同じでも各機で特性・性能がまったく異なる専用品となっている。

### 正暦におけるビームライフル
∀ガンダムが所持しているビーム・ライフルは共振粒子砲（リフェーザー砲）。粒子を固有振動によって収束させ、発射するものである。スモーの所持しているビームガン（拳銃型）や、ウォドムや戦艦クラスのビーム砲が共振粒子砲という設定はなく、一部ムーンレィスの技術者からもメガ粒子の存在が明かされている。
∀ガンダム専用であるビーム・ライフルは非常に火力が高く、正暦ではビームはおろか、実弾ですら威力減衰を起こすIフィールドの発生装置であるジェネレーターを貫通、破壊するなど異様な破壊力を誇っている。

### コズミック・イラにおけるビームライフル
『機動戦士ガンダムSEEDシリーズ』におけるビームライフルは、高エネルギーにより励起された荷電粒子やプラズマなどを臨界まで圧縮し、抑制フィールドによって集束して射出する指向性エネルギー投射兵器である。専用の弾薬（粒子）が必要とされるが、ビーム発振器内には半永久的に撃ち続けられる程の弾薬が貯蔵されているようで、弾切れは問題無い。携行型のものは掌のプラグからエネルギーと荷電粒子を供給して稼働する。
射出されたビームは周辺の大気をイオン化してしまううえ、空気中の熱対流によってもその軌道は偏向してしまう弱点がある。ビーム・ライフルの稼働には膨大な電力も必要とするため、動力源がバッテリーであるMSがビーム兵器を多用することは、戦闘可能時間の相対的短縮をもたらす。それを緩和するため、銃自体にサブバッテリーを装備している機体も存在する。
古くからビーム兵器は存在していたが、消費電力が大きいことから宇宙艦艇にしか搭載できず、MSの装備としては、ジンのバルルス改特火重粒子砲のような発射回数が数回程度のものだけであった。地球連合軍のG兵器用ビーム兵器開発の過程で、低電力高出力ジェネレーターの開発に成功し、MSがビーム兵器を携行することが可能になった。その技術はG兵器開発に協力したオーブ連合首長国や、G兵器そのものを一部奪取したザフトに流出。C.E.73までには、おおむねすべての勢力のMSがビーム兵器を標準装備するにまで至っている。
また、ユーラシア連邦が開発したハイペリオンガンダムには、電力のみのエネルギー供給で撃ち続けられるビーム・サブマシンガン「ザスタバ・スティグマト」が装備されている。

### 西暦におけるビームライフル
『機動戦士ガンダム00』におけるビーム兵器は、プラズマキャノンが、ユニオンやAEUにより、MSに実装するための小型化の研究がされていた。だが、ソレスタルビーイング（CB）が有するガンダムの登場によりビーム兵器の存在が世界に知られ、その後、CBの造反者とされる人物により、擬似GNドライヴとそれから生成されるGN粒子を用いたGNビーム兵器の技術が各国家群に齎されることとなった。これにより、プラズマキャノンは普及することはなかった。
GNドライヴ搭載型MSのビーム・ライフルは、GNドライヴ本体から供給されるGN粒子を高濃度圧縮、高エネルギー状態にして発射するものである。ただし、オリジナルのGNドライヴと、擬似GNドライヴとでは、GN粒子性質が異なっている。CBのガンダムのビームの色はピンク色なのに対し、擬似GNドライヴを搭載したMSのビームの色は真紅色またはオレンジ色である。GN粒子は圧縮すると人体に有害だが、オリジナルのGNドライヴのものについては劇中以前に無害化する技術が確立されており、擬似GNドライヴのGN粒子についてものちに無害化された。劇場版の頃には、色以外異差がないほど改良された。
非GNドライヴ搭載型MS用のビームライフルも開発されており、こちらはGNコンデンサーを装備している。作中で登場したティエレン全領域対応型に装備されていたGNビーム・ライフルは銃剣の様な使用も可能だが、非GNドライヴ搭載型MSのOSではビーム・ライフルの制御が不可能な欠点を持つ。

### Advanced Generationにおけるビームライフル
劇中特に説明は無く、その詳細は不明である。地球連邦軍の宇宙戦艦は標準装備として「ハイパーメガ粒子砲」を装備していると劇中でも言われるなど、一部の武装名には宇宙世紀シリーズの武装を踏襲した名称が用いられているが、ミノフスキー粒子との関連性は明かされていない。一方、ガンダムAGE-1にアスノ家由来のプラズマ制御技術が使われており、劇中にプラズマ粒子爆弾なる爆発物が登場していることから、この世界のビーム兵器はプラズマ技術が関わっているとされる。
所持例としては、地球連邦軍側は量産型MSジェノアスのビーム・スプレーガン、ガンダムAGE-1のビームを螺旋状に回転させて貫通力を高めた特殊ライフル｢ドッズライフル｣がある。アンノウン・エネミー (UE) 側ではビーム・サーベルを兼ねたビームバルカンや、一部UEの機体にはビーム・ライフルに変形する尾を装備している。後に人類側は、ドッズライフルを基に新造されたビーム・ライフルを機体を問わず装備しており、ヴェイガン（正体が判明した後のUE）側にはビーム・サーベル発生装置付きのビーム・ライフル「ゼイドラガン」、ビーム・ガトリング砲の「クロノスガン」といった手持ち火器が登場している。
A.G.164年になってくると、ガンダムAGE-3に戦艦ディーヴァの「フォトンブラスターキャノン」技術を応用した「シグマシスライフル」が、ガンダムAGE-FXにそれを強化したものと思われる「スタングルライフル」といった大火力ビーム兵器が搭載されている。
小太刀右京によるノベライズ版のみの設定ではドッズライフルのドッズとはDrill-Orbital Discharge Systemの略称で、スピン回転するビームが引き起こしたDODS効果なる現象によって敵MSの装甲を圧壊させ、そのまま共振粒子の渦に巻き込み跡形も残さず消滅させるという、AGEシステムが実物を完成させるまでは理論物理の空想とされていた現象を応用した兵器であると設定されている。ビーム・スプレーガンは、UEにはまったく通用しないものの1発がそれぞれ戦車砲弾に匹敵する威力を持った荷電粒子を散弾として無数に浴びせかける武装であると言及されている。UEのビーム兵器はメガ粒子砲であるとされる。

### ガンプラバトルにおけるビームライフル
『ガンダムビルドファイターズ』の世界では、プラスチックに反応する特殊な粒子「プラフスキー粒子」の力によってガンプラを動かす競技「ガンプラバトル」が行われている。プラフスキー粒子はガンプラの可動に用いられるのみならず、ビーム兵器をも再現可能であり、着弾すると実際にガンプラがダメージを受ける。世界レベルのプレイヤーはこの粒子の特性を把握しており、（具体的な施工方法は不明だが）宇宙世紀シリーズに登場するIフィールドのようにビームを無効化する改造を行っている。また、主人公機のスタービルドストライクガンダムは、敵機から発射されたビームをシールドで受けて吸収し、自機のエネルギーに転換する機能を搭載している。
作中には前述のガンダムシリーズに登場した機体が多数ガンプラとして登場するがビーム・ライフルおよびビーム兵器の原理に作品ごとの違いはなく、プラフスキー粒子とバトルシステムによって再現されるエフェクトとなっている。また、ガンプラバトルの設定上はどのガンダムシリーズのビーム・ライフルでも性能の優劣は存在せず、ガンプラの仕様と完成度によって決定される。